# 韦特卢日斯基 (下诺夫哥罗德州)
韦特卢日斯基（羅馬化：Vetluzhskiy）是俄罗斯下诺夫哥罗德州的市级镇，属红巴基区，地处下诺夫哥罗德州北部，位于伏尔加河流域韦特卢加河畔，在区行政中心红巴基北偏西、州府下诺夫哥罗德东北方。镇内设有同名铁路车站。
该地2021年人口有5,259人；2010年人口5,250；2002年人口5,674；1989年人口6,309。